# Magali Lakiere
Magali Lakiere est une tumbleuse française.

## Carrière
Magali Lakiere est championne de France de tumbling en 1982 et 1983.
Elle est médaillée d'or aux Championnats d'Europe 1983 à Burgos dans l'épreuve féminine de tumbling,.